# Tievjaoaivi
Tievjaoaivi är en kulle i Finland.   Den ligger i den ekonomiska regionen Norra Lappland och landskapet Lappland, i den norra delen av landet, 1 100 km norr om huvudstaden Helsingfors. Toppen på Tievjaoaivi är 361 meter över havet.
Terrängen runt Tievjaoaivi är huvudsakligen platt.  Trakten runt Tievjaoaivi är nära nog obefolkad, med mindre än två invånare per kvadratkilometer. Det finns inga samhällen i närheten. Omgivningarna runt Tievjaoaivi är i huvudsak ett öppet busklandskap.